# Condado de Knox (Texas)
El condado de Knox es un condado del estado de Texas, Estados Unidos. Tiene una población estimada, a mediados de 2022, de 3273 habitantes.
La sede del condado es Benjamin y su mayor ciudad es Munday.
Tiene una superficie total de 2216 km², de los cuales 13 km² están cubiertos por agua.
Fue creado en 1858 y organizado en 1886.

## Demografía

### Censo de 2020
Según el censo de 2020, en ese momento el condado tenía una población de 3353 habitantes. La densidad de población era de 1.5 hab/km².
| Raza                   | Núm. | Porc.  |
| ---------------------- | ---- | ------ |
| Blancos                | 2393 | 71.4%  |
| Afroamericanos         | 165  | 4.9%   |
| Amerindios             | 9    | 0.3%   |
| Asiáticos              | 24   | 0.7%   |
| Isleños del Pacífico   | 3    | 0.1%   |
| De otras razas         | 454  | 13.5%  |
| De una mezcla de razas | 305  | 9.1%   |
| Total                  | 3353 | 100.0% |

Del total de la población, el 33.7% son hispanos o latinos de cualquier raza.

### Estimación 2018-2022
De acuerdo con la estimación 2018-2022 de la Oficina del Censo, los ingresos medios de los hogares son de $48,750 y los ingresos medios de las familias son de $58,686. Los ingresos per cápita en los últimos doce meses, medidos en dólares de 2022, son de $24,892. Alrededor del 11.4% de la población está por debajo de la línea de pobreza. Entre los menores de 18 años, el porcentaje es de 11.9% y entre quienes tienen 65 años o más, es de 16.8%.